# Liste der Fraktionen im Bezirk Bregenz
Die Liste der Fraktionen im Bezirk Bregenz enthält die Gemeinden und ihre zugehörigen Fraktionen im Vorarlberger Bezirk Bregenz (in Klammern stehen die Einwohnerzahlen zum Stand 1. Jänner 2024).
- Alberschwende (3265)

- Andelsbuch (2681)

- Au (1120)
  - Rehmen (756)

- Bezau (2040)

- Bildstein (808)

- Bizau (1117)

- Bregenz (29.278)
  - Fluh (365)

- Buch (589)

- Damüls (352)

- Doren (1060)

- Egg (2626)
  - Großdorf (1141)

- Eichenberg (419)

- Fußach (3977)

- Gaißau (1912)

- Hard (13.787)

- Hittisau (1654)
  - Bolgenach (454)

- Höchst (8381)

- Hörbranz (6720)

- Hohenweiler (1414)

- Kennelbach (1881)

- Krumbach (1120)

- Langen bei Bregenz (1531)

- Langenegg (1181)

- Lauterach (10.531)

- Lingenau (1586)

- Lochau (6645)

- Mellau (1270)

- Mittelberg (1631)
  - Hirschegg (1405)
  - Riezlern (2072)

- Möggers (560)

- Reuthe (682)

- Riefensberg (1064)

- Schnepfau (254)
  - Hirschau (242)

- Schoppernau (943)

- Schröcken (211)

- Schwarzach (3843)

- Schwarzenberg (1875)

- Sibratsgfäll (466)

- Sulzberg (1487)
  - Thal (395)

- Warth (158)
  - Hochkrumbach (25)

- Wolfurt (8899)